# Citronella gongonha
Citronella gongonha là một loài thực vật có hoa trong họ Cardiopteridaceae. Loài này được (Mart.) R.A.Howard mô tả khoa học đầu tiên năm 1940.